# Stanstead (Suffolk)
Stanstead – wieś w Anglii, w hrabstwie Suffolk, w dystrykcie Babergh. Leży 33 km na zachód od miasta Ipswich i 87 km na północny wschód od Londynu. W 2001 miejscowość liczyła 316 mieszkańców.